# Agerola
Agerola é uma comuna italiana da região da Campania, província de Nápoles, com cerca de 7.301  ISTAT 2001 habitantes. Estende-se por uma área de 19.62 km², tendo uma densidade populacional de 374.60 hab/km². Faz fronteira com Amalfi (SA), Furore (SA), Gragnano, Pimonte, Positano (SA), Praiano (SA), Scala (SA).

## Demografia
| Variação demográfica do município entre 1861 e 2011                               |
|                                                                                   |
| Fonte: Istituto Nazionale di Statistica (ISTAT) - Elaboração gráfica da Wikipedia |